# 张凤林
张凤林（1962年3月—），男，江苏苏州人，中华人民共和国道士，中国道教协会副会长兼秘书长。

## 生平
1984年于苏州玄妙观入正一道。1984年到1985年在中国道教学院学习。1984年起，在苏州市道教协会工作，后任江苏省道教协会副会长兼秘书长、苏州市道教协会会长、苏州市人大代表、江苏省政协委员。
2005年中国道教协会第七次全国代表会议当选为副会长。2010年中国道教协会第八次全国代表会议当选为副会长。2015年中国道教协会第九次全国代表会议当选为副会长兼秘书长。
2018年1月，成为第十三届全国政协委员。同年3月在全国政协十三届一次会议上，张凤林关于申报“洞天福地”为世界文化遗产的提案得到与会道教界另外10名代表的联名附议。